# Prosaptia wobbensis
Prosaptia wobbensis är en stensöteväxtart som beskrevs av Barbara S. Parris. Prosaptia wobbensis ingår i släktet Prosaptia och familjen Polypodiaceae. Inga underarter finns listade.